# Sông Comal
Sông Comal (/ˈkoʊmæl/ KOH-mal) là con sông điều hướng ngắn nhất ở bang Texas, Hoa Kỳ. Được người dân địa phương tuyên bố là "con sông ngắn nhất trên thế giới", nó chảy hoàn toàn trong giới hạn thành phố  New Braunfels ở phía đông nam quận Comal. Nó là một nhánh của sông Guadalupe. Sông Comal bắt nguồn tại Suối Comal trong Landa Park và chảy 2,5 dặm (4,0 km) cho đến ngã ba của nó với Guadalupe.
Comal ban đầu được gọi là Little Guadalupe trong các tài khoản đầu tiên của Tây Ban Nha. Sau khi người Tây Ban Nha Pedro de Rivera y Villalón xác định dòng sông dài hơn là sông Guadalupe vào năm 1727, Comal đã được đặt bằng cái tên hiện tại. Tên có nghĩa là lưu vực hoặc món ăn bằng phẳng trong tiếng Tây Ban Nha.
Trong lịch sử, Comal được sử dụng để cung cấp năng lượng cho các nhà máy nước và gạc bông của những người định cư đầu tiên của Đức, và về sau để cung cấp năng lượng thủy điện. Con sông này chủ yếu được sử dụng cho các môn thể thao dưới nước ngày nay, là địa điểm của công viên giải trí nước Schlitterbahn ban đầu. Nước được quản lý bởi Cơ quan quản lý sông Guadalupe-Blanco.
Con sông này cũng là một trong hai con sông duy nhất có Etheostoma fonticola, một loài cá hiện đang có nguy cơ tuyệt chủng. Con sông duy nhất có Etheostoma fonticola là sông San Marcos gần đó.

## Giải trí
Dòng chảy nhẹ, măt nước trong, và một loạt các kho báu bị bỏ lại làm cho dòng sông trở thành một địa điểm nổi tiếng cho việc lặn. Vì sông Comal duy trì nhiệt độ khoảng 72 độ F (khoảng 22 độ C) quanh năm, thợ lặn thường xuất hiện trong cả mùa hè lẫn mùa đông. Hàng ngàn người đổ xuống sông Comal vào mùa xuân và mùa hè.  Chơi phao trên sông Comal ít mãnh liệt hơn so với chơi phao trên sông Guadalupe gần đó, nơi người ta có thể bắt gặp những thác ghềnh và những tảng đá thường xuyên. Công viên nước Schlitterbahn được xây dựng dọc theo đoạn sông với diện tích 16 mẫu Anh (65.000 m2).